# Magical Drop V
Magical Drop V (マジカルドロップV?) è un videogioco rompicapo sviluppato dallo studio indipendente francese Golgoth e pubblicato da UTV Ignition su Steam nel 2012 per Windows. È il sesto capitolo della serie Magical Drop.
Vennero annunciati anche dei porting per Xbox Live Arcade e PlayStation Network, ma alla fine non vennero mai completati.
Il gioco presenta una selezione molto più ridotta di personaggi, non prevede oggetti e non ha il "Puzzle Mode"; in compenso introduce nuove modalità di gioco online. Inoltre 3 dei personaggi disponibili provengono da Ghostlop, un puzzle game sviluppato da Data East nel 1996 ma poi abbandonato e mai pubblicato. Tali personaggi utilizzano le meccaniche di Ghostlop anziché quelle tradizionali di Magical Drop.
Engadget e Destructoid diedero a Magical Drop V recensioni generalmente negative, citando numerosi difetti, la mancanza di funzionalità e meccaniche di base e una traduzione incredibilmente scarsa.